# Saddek Benkada
Saddek Benkada, (en arabe صادق بن قادة), né le 25 septembre 1948 à Oran (Algérie), est un sociologue et historien algérien. Il fut Président de l'Assemblée Populaire Communale d'Oran (Maire) du 9 décembre 2007 au 21 novembre 2010,.

## Biographie

### Études
Saddek Benkada est né en 1948 à Oran (Algérie). Il fréquente dès son très jeune âge Madrasat El Falah dans le	 quartier populaire de Mdina Jdida. Il poursuit ses études primaires et secondaires, à l'école primaire Louis-Lumière (actuelle Ali-Boumendjel) et au lycée Lamoricière (annexe de Gambetta) (actuel Hammou-Boutlélis).

Il obtient en 1973 une licence en sociologie, de la faculté des lettres et sciences humaines de l'université d'Oran.

Il effectue son service national entre novembre 1974 et mars 1977, affecté d'abord à l'école de formation des officiers de réserve de Blida, puis en qualité de chef de cabinet du Wali de Sidi-Bel-Abbes pendant trois mois. Il a passé ensuite la grande partie de son service national en qualité de secrétaire général de l'administration communale de l'APC de Sidi-Bel-Abbes, entre juillet 1975 et mars 1977.

Il est titulaire en 1988, d'un diplôme d'études approfondies (DEA) en sociologie urbaine, sur l'espace urbain et les structures sociales à Oran de 1792 à 1831.

En 1990, il obtient un diplôme de post-graduation spécialisé (DPGS), sur les caractéristiques socio-démographiques et mobilité géographique de la main-d'œuvre temporaire : Le cas de l'Entreprise de Gestion de la Zone Industrielle d'Arzew (EGZIA) 1986-1989.

Il soutient en 2002, sa thèse de magister, portant sur les politiques d'aménagement et de repeuplement urbains à Oran (1831-1891) : un modèle de modernité urbaine coloniale.

En 2008, durant son mandat de l'Assemblée populaire communale d'Oran, il soutient sa thèse de doctorat en sociologie urbaine, « ORAN 1732-1912 Essai d'analyse de la transition historique d'une ville algérienne vers la modernité urbaine. »

### Carrière professionnelle et universitaire

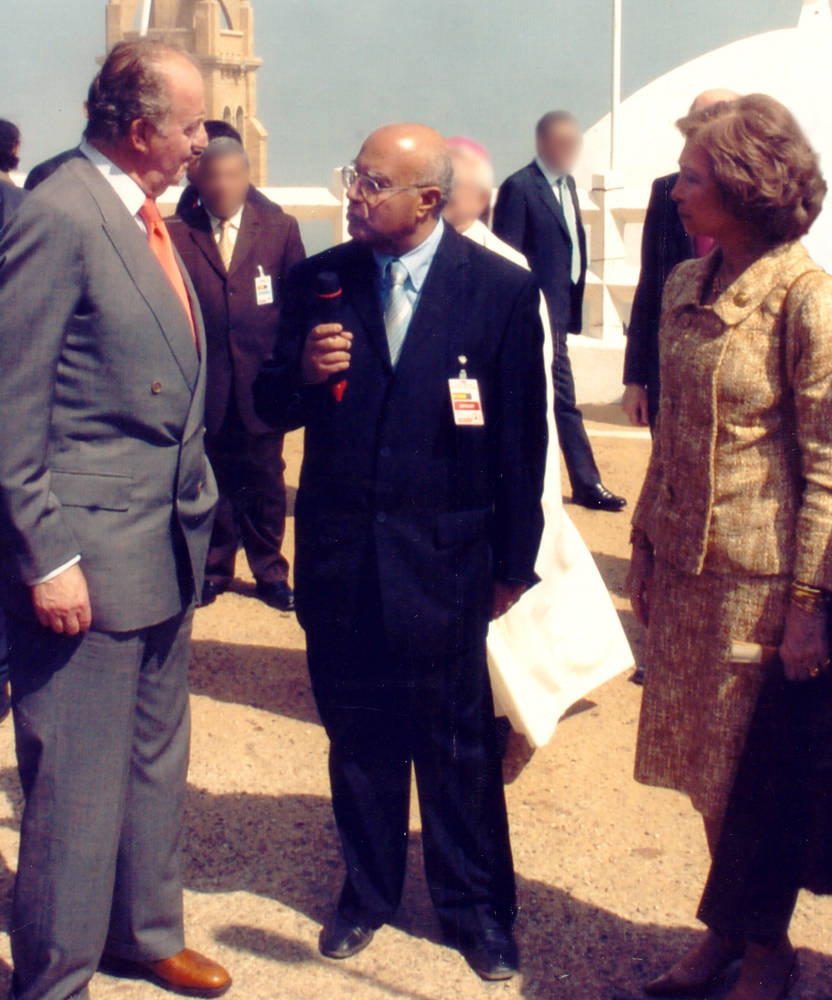
Saddek Benkada avec le roi Juan Carlos d'Espagne et son épouse la reine Sofia, au fort Santa Cruz, lors de leur visite à Oran en mars 2007.

Il commence sa carrière professionnelle en 1973, comme cadre à l'entreprise pétrolière et gazière algérienne Sonatrach (zone industrielle d’Arzew). À la suite de la réorganisation de la Sonatrach  opérée à partir de 1980, il occupe plusieurs postes de responsabilités au sein de l'Entreprise de Gestion de la zone industrielle d'Arzew (EGZIA), filiale du groupe Sonatrach, jusqu'à son départ en retraite anticipée en 2006. Parallèlement à ses activités de chargé de mission à l'EGZIA, il a développé un projet de recherche sur l’histoire des compagnies pétrolières en Algérie, notamment de Sonatrach.

À partir de 1990, il a assuré parallèlement des cours de sociologie, de démographie et d'histoire urbaine à l'Institut d'architecture de l'Université des sciences et de la technologie d'Oran (USTO).Il rejoint le Centre national de recherche en anthropologie sociale et culturelle (CRASC) dès sa création en 1992 en qualité de chercheur associé (1992-2005), avant de devenir chercheur permanent (2006-2017), et directeur adjoint du comité de rédaction de la revue Insanyat éditée par le CRASC. Il est actuellement chercheur associé et membre du comité de rédaction de la revue Insaniyat, dans laquelle il publie, dès sa création de nombreux articles. Il est par ailleurs, membre du comité de rédaction du bulletin de la société de géographie et d'archéologie d'Oran, et membre du comité de rédaction de la revue African Review of Books.

Militant associatif et membre fondateur de plusieurs associations à caractère mémorielle et culturelle : Société de géographie et d’archéologie d’Oran, Fondation Émir Abdelkader, association Mémoire de la Méditerranée.
Depuis décembre 2012, il est membre du comité scientifique du Centre d’études maghrébines en Algérie (CEMA).
Oran constitue en tant qu'objet de recherche, son « laboratoire » privilégié, à côté de ses travaux sur l'évolution du paysage urbain en Algérie, la démographie historique et l'anthropologie historique et culturelle. À ce titre, de nombreux organismes, associations et bureaux d'études font appel à lui, comme conférencier, consultant ou comme expert pour tout ce qui touche aux questions historiques ou patrimoniales de la ville d'Oran.
Auteur de plusieurs articles publiés dans des revues nationales et internationales, et plusieurs contributions dans des ouvrages collectifs. Participe à de nombreux congrès scientifiques en Algérie et à l'étranger.

Actuellement, il mène des recherches sur le thème de la violence politique à Oran dans la période entre 1961 et 1962.

## Activités associatives et citoyennes

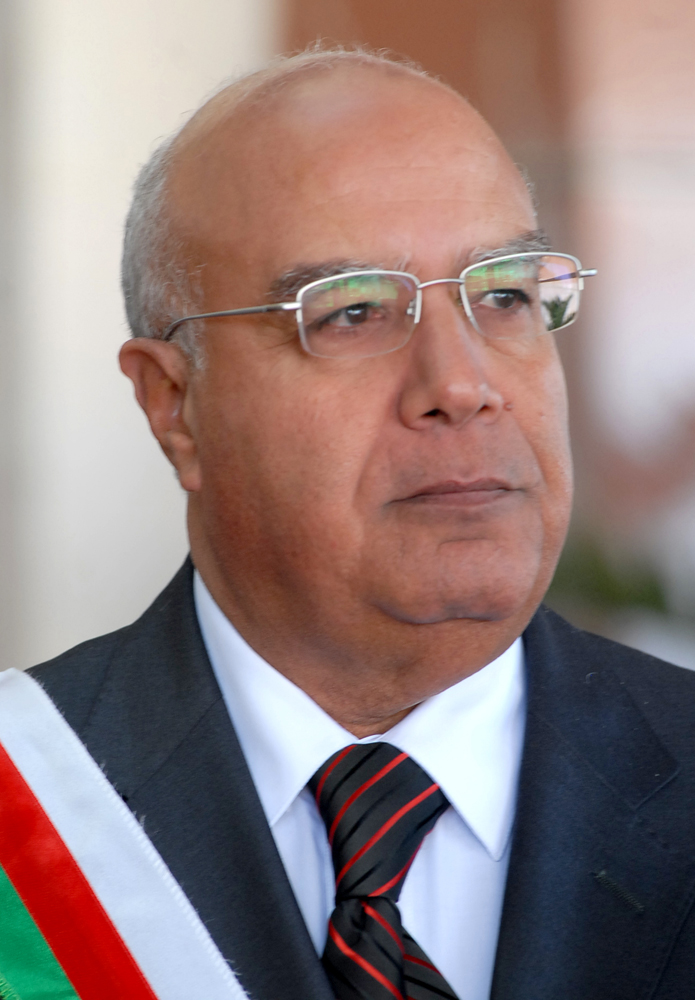
Saddek Benkada en 2008.

Membre actif de la société civile et du mouvement associatif, participe à de nombreuses actions citoyennes. Membre fondateur et membre actif de diverses associations et fondations.
- Membre fondateur de la Fondation Emir Abd-el-Kader
- Membre de la Société de géographie et d'archéologie d'Oran
- Membre de la fondation du 8 mai 1945
- Membre fondateur de l'association "Mémoire de la Méditerranée". (Alger)
- Membre de nombreux conseils et commissions techniques (APC, Wilaya, associations, organismes publics, etc.)
- Commission de Wilaya pour la préparation du Moussem Sidi El Houari. 1988.
- Commission de Wilaya pour la préparation du Bicentenaire de la libération d'Oran (1792-1992). 1991-1992
- Conseil consultatif culturel de la ville d'Oran (1993-1995)
- Conseil consultatif d'urbanisme et d'architecture de la ville d'Oran (1993-1995)
- Commission de Wilaya pour la célébration du 11e centenaire de la fondation d'Oran avril 2001.
- Élu président de l'Assemblée populaire communale d'Oran du 9 décembre 2007 au 21 novembre 2010.

## Ouvrages

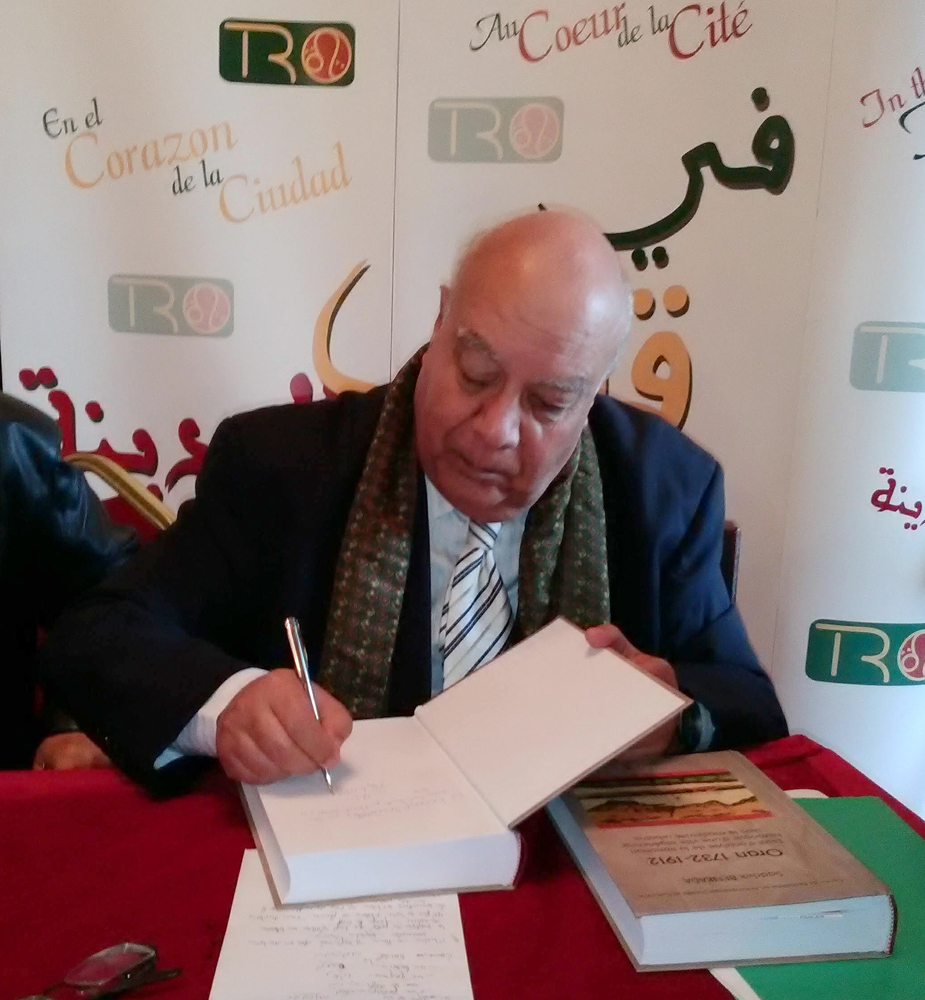
Saddek Benkada en janvier 2020.

- Oran 1732-1912 : essai d’analyse de la transition historique d’une ville algérienne vers la modernité urbaine, Editions CRASC, Oran, 2019, 632 p.  (ISBN 978-9931-598-22-0)

- Élites émergentes et mobilisation de masse : L'affaire du cimetière musulman d'Oran (février-mai 1934), pp. 79-89, in, Émeutes et mouvements sociaux au Maghreb : perspective comparée, Collection "Hommes et sociétés", Kartala Édition, 1999, 384 p.  (ISBN 978-2865379989)

- Brève histoire du port d'Oran, en collab. avec M. S. Louhibi, Oran, Entreprise portuaire d’Oran, ID-Communication, 2006, 70 p.

- Oran, in: Encyclopedia of Jews in the Islamic World, Edited by Norman A. Stillman. Leiden: Brill, 2010.  (ISBN 978-9004176782)

- Le retour à l’évènement : la réinscription mémorielle de la journée du 28 février 1962 à Oran, in,  L’évènement dans l’histoire récente de l’Algérie (1945 -1962), préface de Mohammed Harbi, Université du 20 août 1955, Skikida, éd. Dar Al-Baath, Constantine, 2010.
- Oran, en collab. avec Abdelkader Kohli, pp. 70-103, in, Sur les traces de la modernité. 50 ans d'architecture, Alger, Oran, Annaba, Bruxelles, Salim Benguettat, Serge Roose et José Vandevoorde (dir.), Bruxelles,  CIVA, Collection Guide, 2005, 180 p.  (ISBN 9782930391069)
- Oran face à sa mémoire, en collab. avec Kouider Metair (dir.), Fatéma Bakhai et Fouad Soufi, Editions Bel Horizon, 2003, 153 p.  (ISBN 9961-9533-0-4)
- Oran, la mémoire, en collab. avec Kouider Metair (dir.), Fatéma Bakhai et Fouad Soufi, Paris-Méditerranée, 2004, 200 p.  (ISBN 2-84272-209-4)
- Archéologie et entreprise coloniale : l’armée et les premiers travaux de topographie historique en Algérie (1830-1880), in, Savoirs historiques au Maghreb. Constructions et usages, Sami Bargaoui et Hassan Remaoun (dir.), Oran, éd. CRASC, 2006, 310 p.  (ISBN 9961-813-24-3)
- Inventaire de la cartographie urbaine d'Oran, XVIe – XIXe siècles, in, Cartographie urbaine des villes de Méditerranée (XVe – XIXe siècles), Programme de recherche international coordonné par Brigitte Marin et Jean-Luc Arnaud, École Française de Rome, 2005.

## Publications récentes
- Oran : quand les commandos de l'OAS semaient la mort, APS, 18 mai 2020. (lire en ligne)
- Une famille d’architectes algériens au XVIIIe siècle : Les Ben Sarmachiq, MADINATI, N° 8, Décembre 2019. (lire en ligne)
- Pour une exposition sur la cartographie en marge des jeux méditerranéens de 2021 à Oran, MADINATI, N° 7, Décembre 2018. (lire en ligne)
- 14 février 1962 : l'élimination du lieutenant Jacquot a été le prélude au carnage du 28 février à Mdina Jdida, Le Quotidien d'Oran, 14 février 2018. (lire en ligne)
- EL MISBAH : Premier journal Jeune-Algérien, Oran-Tlemcen (1904-1905), Revue Insaniyat, CRASC, n° 79, 2018, pp. 43-55  (ISSN 1111-2050) DOI  https://doi.org/10.4000/insaniyat.18552
- Hôtels, lieux de mémoire de la ville, MADINATI, N° 1, Mars-avril, 2016. (lire en ligne)
- Cimetières et extension urbaine en situation coloniale : le cas du cimetière musulman d’Oran (1868), Revue Insaniyat, CRASC, n° 68, 2015, pp. 75-105  (ISSN 1111-2050) DOI https://doi.org/10.4000/insaniyat.15143
- Hommage : Pr Pierre CHAULET (Alger, 1930-Montpellier 2012), Revue Insaniyat, CRASC, n° 65-66, 2014, pp. 7-8  (ISSN 1111-2050) DOI https://doi.org/10.4000/insaniyat.14751
- La revendication des libertés publiques dans le discours politique du nationalisme algérien et de l’anticolonialisme français (1919-1954), Revue Insaniyat, CRASC, n° 25-26, 2004, pp. 179-199  (ISSN 1111-2050) DOI https://doi.org/10.4000/insaniyat.6387
- Savoirs militaires et modernité urbaine coloniale. Le rôle des ingénieurs du génie dans la transformation des villes algériennes : le cas d’Oran (1831- 1870), Revue Insaniyat, CRASC, n° 22-23, 2004, pp. 135-150  (ISSN 1111-2050) DOI https://doi.org/10.4000/insaniyat.5478
- Un patrimoine culturel : les publications de la Société de Géographie et d'Archéologie d'Oran (1878-1988), Revue Insaniyat, CRASC, n° 12, 2004, pp. 115-128  (ISSN 1111-2050) DOI https://doi.org/10.4000/insaniyat.7910
- La "Société savante" ; rupture et continuité d’une tradition associative : le cas de la Société de Géographie et d’Archéologie d’Oran, Revue Insaniyat, CRASC, n° 8, 1999, pp. 119-128  (ISSN 1111-2050) DOI https://doi.org/10.4000/insaniyat.8330
- La création de Médina Jdida, Oran (1845) : un exemple de la politique coloniale de regroupement urbain, Revue Insaniyat, CRASC, n° 5, 1998, pp. 103-111  (ISSN 1111-2050) DOI https://doi.org/10.4000/insaniyat.11866